# Pravy

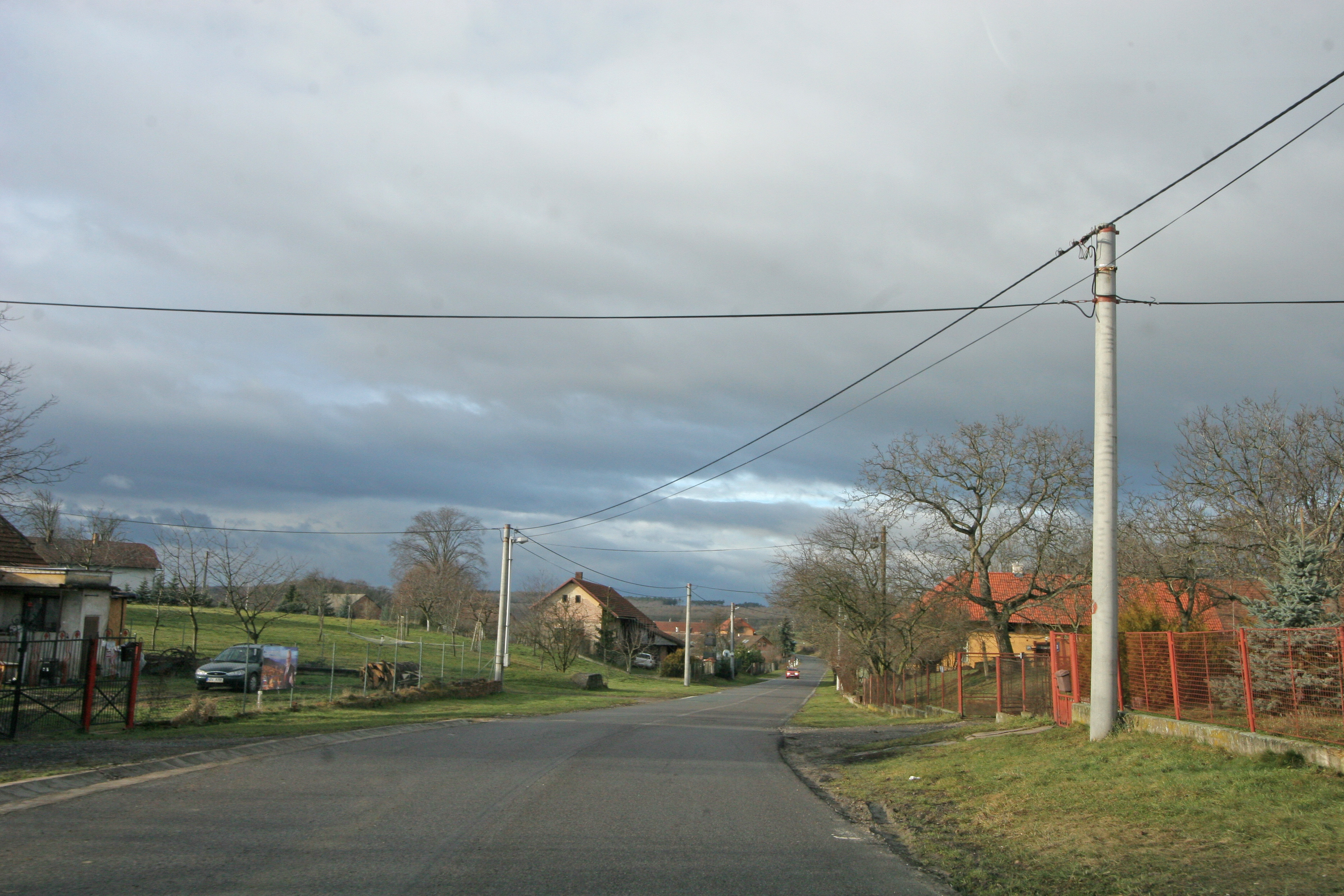
Ortszentrum

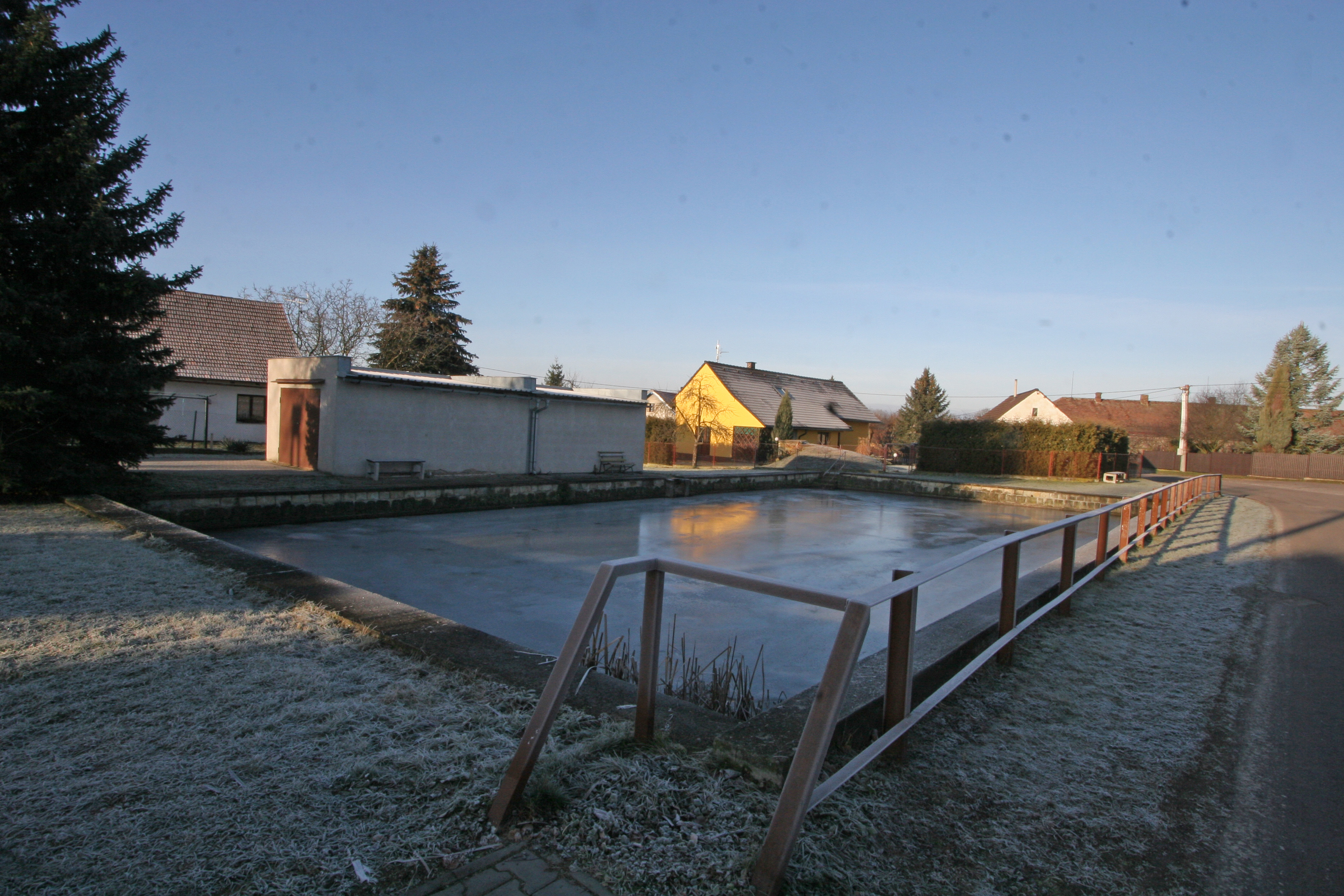
Löschwasserteich

Pravy (deutsch Praw) ist eine Gemeinde in Tschechien. Sie liegt 15 Kilometer nordwestlich des Stadtzentrums von Pardubice und gehört zum Okres Pardubice.

## Geographie
Pravy befindet sich auf einer Anhöhe zwischen den Tälern der Bäche Bukovka und Rohoznický potok auf der Dobřenická plošina (Dobrzenitzer Hochfläche). Durch Pravy führt die Staatsstraße II/323 zwischen Rohovládova Bělá und Roudnice; nördlich des Dorfes verläuft die Dálnice 11/E 67. Im Norden erhebt sich die Velká Dorota (292 m n.m.), nordöstlich der Na Víně (267 m n.m.), im Westen der Soudný (288 m n.m.) und nordwestlich der Medenec (281 m n.m.). Gegen Südwesten liegen die Teiche Kamenec und Durasko.
Nachbarorte sind Ovčín und Kratonohy im Norden, Kuklínky, Dobřenice, Osičky und Osice im Nordosten, Rohoznice im Osten, Dolany und Křičeň im Südosten, Habřinka, Bukovka und Rohovládova Bělá im Süden, Kasalice und Kasaličky im Südwesten, V Austrálii und Chýšť im Westen sowie Stará Voda, Chudeřice, Káranice und Michnovka im Nordwesten.

## Geschichte
Die erste Erwähnung des Dorfes erfolgte 1402 als Sitz des Vladiken Přibík von Prav. Nachfolgende Besitzer waren Prokop von Prav sowie ab 1451 Martin und Jan von Prav. Nach dem Heimfall belehnte König Ladislaus Postumus im Jahre 1457 Vratislav von Mitrowitz mit der Feste Prav. Ab 1500 gehörte das Gut Mikoláš Rohovlád von Bělá. Nach 1551 erwarb Vojtěch von Pernstein das Gut und schlug es seiner Herrschaft Pardubitz zu. Die Feste verlor danach ihre Bedeutung und erlosch noch im 16. Jahrhundert. Unter den Herren von Pernstein wurden in der Umgebung von Pravy die Fischteiche Pustý rybník, Pravka, Vomlinka, Nový rybník, Kamenec, Pekelec, Táborský rybník, Na díťátku, Obecník, Návesník und Durázka angelegt. Am 21. März 1560 veräußerte Jaroslav von Pernstein die Herrschaft Pardubitz an König Ferdinand I. Dessen Nachfolger Maximilian II. übertrug die Verwaltung der königlichen Herrschaften der Hofkammer. 1776 lebten in den 20 Häusern von Pravy 168 Menschen.
Im Jahre 1835 bestand das im Chrudimer Kreis an der Grenze mit dem Bidschower Kreis gelegene Dorf Praw bzw. Prawy aus 26 Häusern, in denen 174 Personen, darunter eine protestantische Familie, lebten. Pfarrort war Dobřenitz. Bis zur Mitte des 19. Jahrhunderts blieb Praw der k.k. Kameralherrschaft Pardubitz untertänig.
Nach der Aufhebung der Patrimonialherrschaften bildete Prav ab 1849 eine Gemeinde im Gerichtsbezirk Přelauč. Ab 1868 gehörte die Gemeinde zum Bezirk Pardubitz. 1869 hatte Prav 202 Einwohner und bestand aus 32 Häusern. Zum Ende des 19. Jahrhunderts wurde die Gemeinde mit Právy bezeichnet. Im Jahre 1900 lebten in Pravy 231 Menschen, 1910 waren es 241. Im Jahre 1921 erfolgte die Verlegung eines Erdkabels von Hradec Králové nach Sopřeč, damit wurde auch Pravy elektrifiziert. Zwischen 1923 und 1924 erfolgte der Bau eines Wasserwerkes für Pravy und Michnovka. 1927 entstand eine Regenwasserabflusskanalisation. 1930 hatte Pravy 212 Einwohner und bestand aus 42 Häusern. Am 6. August 1946 hinterließ eine Windhose in dem Dorf schwere Schäden.
Im Jahre 1949 wurde Pravy dem Okres Přelouč zugeordnet, seit 1960 gehört die Gemeinde wieder zum Okres Pardubice. Die JZD wurde 1952 gebildet. 1964 erfolgte die Eingemeindung nach Kasalice. Seit dem 24. November 1990 besteht die Gemeinde Pravy wieder. Beim Zensus von 2001 lebten in den 40 Häusern der Gemeinde 83 Personen.

## Sehenswürdigkeiten
- Sandsteinkreuz auf dem Dorfplatz, geschaffen 1859
- Naturdenkmal Michnovka-Pravy, nordwestlich des Dorfes hinter der Autobahn